# Gianluca Rocchi
Gianluca Rocchi (født 25. august 1973) er en italiensk fodbolddommer. Han har dømt internationalt under det internationale fodboldforbund FIFA siden 2008, hvor han er placeret i den europæiske dommergruppe som Elite Category-dommer, der er det højeste niveau for internationale dommere. 

## Kampe med danske hold
- Den 17. august 2010: Kvalifikation til Champions League: Rosenborg – FC København 2-1.
- Den 26. marts 2011: Kvalifikation til EM 2012: Norge – Danmark 1-1.